# Dillenberget
Der Dillenberget ist ein 2378 m hoher Nunatak im ostantarktischen Königin-Maud-Land. Im Gebirge Sør Rondane ragt er an der Südflanke des Widerøefjellet auf.
Wissenschaftler des Norwegischen Polarinstituts benannten ihn 1973.